# Novakia simillina
Novakia simillina är en tvåvingeart som beskrevs av Gabriel Strobl 1910. Novakia simillina ingår i släktet Novakia och familjen svampmyggor. Inga underarter finns listade i Catalogue of Life.